# 佐山和夫
佐山 和夫（さやま かずお、1936年8月18日 - ）は、和歌山県出身の作家、ノンフィクション作家。和歌山県田辺市在住。

## 経歴
和歌山県立田辺高等学校、慶應義塾大学文学部英米文学科卒業。会社員、母校田辺高校の英語教師を経て、独立して「田辺イングリッシュアカデミー」を開く。その後作家に。
アメリカ野球学会(SABR)、スポーツ文学会(SLA)に所属。
第3回潮ノンフィクション賞、1984年度和歌山県文化奨励賞、2018年度和歌山県文化功労賞、第4回ミズノスポーツライター賞、ベーブ・ルース学会でジョセフ・アストマン賞、アメリカ野球学会のトウィード・ウエッブ賞、ロバート・ピーターソン賞などを受賞。
日本高等学校野球連盟並びに阪神甲子園球場歴史館では共に顧問を務める。佐山の言葉が、選抜高等学校野球大会の21世紀枠創設のヒントになったとされる。後に第79回選抜高等学校野球大会の21世紀枠の選考委員会に参加している。
2021年1月14日、野球殿堂表彰者（特別表彰部門）に選出され、その顕彰式が8月17日に阪神甲子園球場貴賓室にて執り行われた。2023年、地域文化功労者。

## 著書
- 『サンフランシスコ ： 旅の中の旅』（三修社, 1983年）ISBN 4384069847
- 『史上最高の投手はだれか』（潮出版社, 1984年）ISBN 9784267010316
- 『ヒーローの打球はどこへ飛んだか ： a hero's legacy』（テイビーエス・ブリタニカ, 1986年）ISBN 4831901377
- 『黒きやさしきジャイアンツ』（ベースボール・マガジン社, 1986年）ISBN 4583025807
- 『アメリカ皇帝になった男の話』（潮出版, 1987年）ISBN 4267011729
- 『わが名はケンドリック』（講談社, 1991年）ISBN 4-06-205195-8
- 『野球とクジラ ： カートライト・万次郎・ベースボール』（河出書房新社, 1993年）ISBN 4309008305
- 『黒人野球のヒーローたち ： 「ニグロリーグ」の興亡』（中央公論社, 1994年）ISBN 4121011767
- 『早慶レガッタの午後』[6]（ベースボール・マガジン社, 1994年）ISBN 4583031645
- 『二つのホームベース：白球が知る日系二世戦争秘話』（河出書房新社, 1995年）ISBN 4309009913
- 『デイマジオとモンロー：運命を決めた日本での二十四日間』（河出書房新社, 1995年）ISBN 430901027X
- 『「ジャップ・ミカド」の謎：米プロ野球第一号を追う』（文藝春秋, 1996年）ISBN 4163515208
- 『59歳のドジャーズキャンプ体験記』（小学館, 1996年）ISBN 4093871973
- 赤瀬川隼、佐瀬稔と共著『すばらしきアメリカ野球：野球をこよなく愛する男たちが語る』（ベストセラーズ, 1997年）ISBN 9784584182826
- 『野球からみたアメリカ』（丸善, 1997年）ISBN 4122040973
- 『ベースボールと日本野球：打ち勝つ思考、守り抜く精神』（中央公論社, 1998年）ISBN 4121014324
- 『20世紀最高のスポーツマンは誰か』（小学館, 1998年）ISBN 4094164014
- 『野球はなぜ人を夢中にさせるのか：奇妙なゲームのルーツを訪ねて』（河出書房新社, 2000年）ISBN 4309013481
- 『ヒーローの打球はどこへ飛んだか：ロベルト・クレメンテの軌跡』（報知新聞社, 2001年）ISBN 4831901377
- 『メジャー・リーグを100年分楽しむ』（河出書房新社, 2001年）ISBN 4309014232
- 『明治五年のプレーボール：初めて日本に野球を伝えた男 -ウィルソン』（日本放送出版協会, 2002年）ISBN 4140807113
- 『野球とアンパン：日本野球の謎カウント・コール』（講談社, 2003年）ISBN 4061496662
- 『松井秀喜の「大リーグ革命」』（講談社, 2003年）ISBN 4062567431
- 『野球の英語A to Z：佐山和夫が語るアメリカ野球用語』（三修社, 2003年）ISBN 4384051778
- 『野球、この美しきもの。：アメリカン・ベースボールと秋田野球』（ブックダム, 2005年）ISBN 4880651419
- 『日米野球裏面史：美少女投手から大ベーブルースまで』（日本放送出版協会, 2005年）ISBN 4140810653
- 『大リーグが危ない』（新潮社, 2006年）ISBN 4103006110
- 『野球とシェークスピアと』（論創社, 2007年）ISBN 9784846003449
- 『日本野球はなぜベースボールを超えたのか：「フェアネス」と「武士道」』（彩流社, 2007年）ISBN 9784779112805
- 『レッドソックスはなぜ松坂投手をとったのか：ヤンキースとの終わりなき闘い』（三修社, 2007年）ISBN 9784384023640
- 『野球場で、観客はなぜ「野球に連れてって」を歌うのか？：野球の七不思議を追う』（アスキー, 2007年）ISBN 9784756150455
- 『Babe Ruth at 100』共著　(Robert Keane編 AMS press,2008）
- 『大リーグ・フィリーズ10, 000敗："友愛の町"球団が負けても負けても愛されるわけ』（志學社, 2008年）ISBN 9784904180020
- 『大リーグを超えた草野球：サッチとジョシュの往くところ』（彩流社, 2008年）ISBN 9784779113543
- 『ベースボール聖地物語.1：バットとボールのある風景』（響文社, 2009年）ISBN 9784877990572
- 『古式野球 : 大リーグへの反論』（彩流社, 2009年）ISBN 9784779114410
- 『わが名はケンドリック：来日米人第一号の謎』（彩流社, 2009年）ISBN 9784779114892
- 『NHKが今すぐすべきこと : 小学校で英語が始まる時代に』（彩流社, 2011年）ISBN 9784779116063
- 『野球とニューヨーク : 黒い球運を生んだ移民都市』（中央公論新社, 2011年）ISBN 9784120042621
- 桑田真澄と共著『野球道』（筑摩書房, 2011年）ISBN 9784480066152
- 『箱根駅伝に賭けた夢「消えたオリンピック走者」金栗四三がおこした奇跡』（講談社, 2011年） ISBN 9784062173896
- 桑田真澄との共著『スポーツの品格』（集英社, 2013年）ISBN 9784087207101
- 『ペリーより62年も前に：ケンドリックはなぜ日本に来たのか』（彩流社, 2015年）ISBN 9784779120626
- 『1935年のサムライ野球団：裏ワールド・シリーズに挑んだニッポニーズ』（KADOKAWA, 2015年）ISBN 9784041033906
- 『史上最高の投手はだれか＜完全版＞』（潮出版社, 2017年）ISBN 9784267020872
- 『オリンピックの真実ーーーそれはクーベルタンの発案ではなかった』True Stories of Olympic Games ISBN 9784267021084
- 『金栗四三　消えたオリンピック走者』（潮出版社, 2017年）ISBN 9784267021176
- 『金栗四三　消えたオリンピック走者』 文庫本（潮出版社, 2018年）ISBN 9784267021602
- 『Gentle Black Giants: A History of Negro Leaguers in Japan』 （Nbrp Press, 2019年）ISBN 9780578501338
- 『2000勝投手はこうして誕生した：サチェル・ペイジとその時代』（彩流社, 2019年）ISBN 9784779126239
- 『それはパンデミックから始まった：ベーブの二刀流、ホームラン熱、アメリカンドリーム』（ベースボール・マガジン社, 2021年）ISBN 9784583114279

## 翻訳書
- ヘンリー・アーロン『ハンク・アーロン自伝』（講談社, 1993年）ISBN 4062063654
- サチェル・ペイジ『伝説の史上最速投手：サチェル・ペイジ自伝 上・下』（草思社, 1995年）ISBN 4794206410 ISBN 4794206429
- ロジャー・カーン『夏の若者たち：青春編』（ベースボール・マガジン社, 1997年）ISBN 4583034288
- リチャード・ルーツインガー『伝説のレフティー・オドール』（ベースボール・マガジン社, 1998年）ISBN 4583035578

## 出演
- 佐山和夫マンスリートーク（和歌山放送 毎月第3日曜日 パーソナリティ アシスタント：寺門秀介）